# Hikoa Malep
Hikoa Malep est un village de la région du Centre du Cameroun. Il est localisé dans l'arrondissement (commune) de Messondo.

## Population et société
Hikoa Malep comptait 344 habitants lors du dernier recensement de 2005. La population est constituée pour l’essentiel de Bassa.